# Шахмат-960
Шахмат-960 или Fisherandom е шахмат, създаден от Боби Фишер, който има за цел да се избегнат предварително заучените ходове и партии, за да се насърчат творческата мисъл и талантът на играча, и създаде по-интересни и непредвидими партии шах. Това става чрез различно подреждане на фигурите на дъската, а не традиционното. Шахът е известен и като ШАХ960, тъй като има 960 стартови подреждания.
И белите, и черните фигури са разположени както в класическия шах – на първи и втори хоризонтал за белите, на осми и седми хоризонтал за черните. Теоретичните начални позиции са повече от 960, но следните правила ги ограничават именно до това число:
- Офицерите трябва да заемат различни по цвят полета.
- Топовете трябва да са от двете страни на своя цар.
- Белите пешки са на своите нормални позиции
- Всички останали бели фигури са разположени на първи ред
- Черните фигури са разположени огледално-симетрично към белите фигури. Ако например белият цар се намира на f1, черният цар се намира на f8.

За първи път този шах е представен на 19 юни 1996 г. в Ла Плата.
Правилата на Шахмат-960 са приети през 2009 г. от FIDE като съставна част от шахматните правила. През 2019 г. се състои първото официално световно първенство.